# Sebastian Bogner
Sebastian Bogner (Pforzheim, 17 gennaio 1991) è uno scacchista tedesco naturalizzato svizzero.
Ha ottenuto il titolo di Maestro internazionale nel 2005 e di Grande maestro nel 2009.
Nel 2004 ha vinto il torneo Gausdal Classics nella sezione IM/A; nel 2007 ha vinto il campionato tedesco giovanile U16; nel maggio 2012 ha vinto il Lichtenstein Open di Triesen.
Nel 2018 ha vinto a Lenzerheide il campionato svizzero.
Ha partecipato a tre Olimpiadi degli scacchi:
- Khanty-Mansiysk 2010 con la Germania, ottenendo il 55% dei punti in 2ª scacchiera;[2]
- Baku 2016 con la Svizzera, ottenendo il 61% dei punti in 2ª scacchiera;[3]
- Batumi 2018 con la Svizzera, ottenendo il 68% dei punti in 1ª scacchiera.[4]

Nel 2021 ha partecipato a Sochi alla Coppa del Mondo, venendo eliminato nel primo turno 0,5–1,5 dal GM indiano P. Iniyan. 
Ha ottenuto il suo più alto rating FIDE in agosto 2018, con 2619 punti Elo.
Ha scritto un libro sulla strategia negli scacchi:
- Kleines Lexikon der Schachstrategie, Joachim Beyer Verlag, Eltmann, 2021